# Thomas Malory
Pour les articles homonymes, voir Malory.

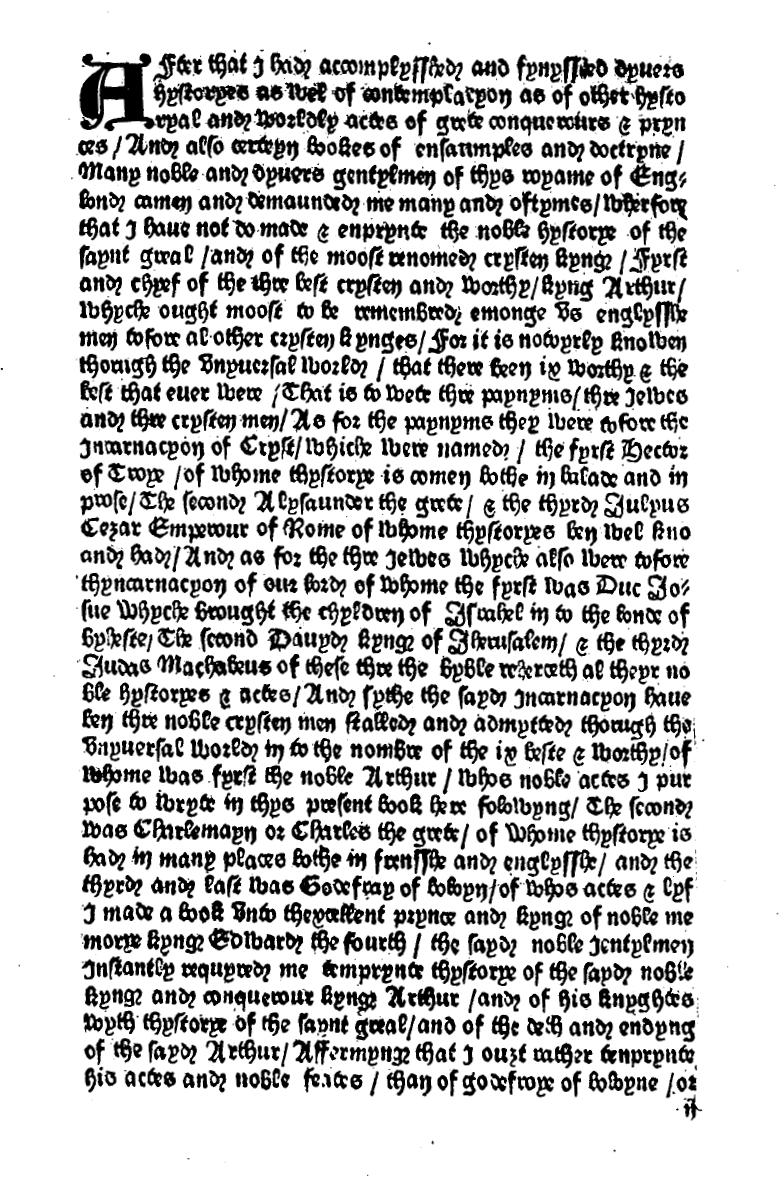
Première page du manuscrit de Le Morte d'Arthur de Thomas Malory, extraite de la collection de William Caxton.

Thomas Malory, né vers 1405 et mort le 14 mars 1471, est l'auteur ou le compilateur de Le Morte d'Arthur, considéré comme le premier roman arthurien moderne. Le bibliographe John Leland a cru qu'il était gallois, mais la plupart des recherches modernes établissent qu'il était originaire  de Newbold Revel dans le Warwickshire (Angleterre).
Le nom de famille apparaît anciennement sous des formes diverses, dont Maillorie et Maleore. Le nom est issu de l’adjectif maleüré qui, en vieux français, signifie « de mauvais augure » ou « malheureux »

## Éléments biographiques
Dans la biographie de Malory peu de faits sont assurés. Il a dit lui-même qu'il était un chevalier et un prisonnier, et la description qu'il donne de lui-même dans le colophon de Le Morte d'Arthur a fait supposer qu'il aurait été prêtre :
« I pray you all, gentlemen and gentlewomen that readeth this book of Arthur and his knights, from the beginning to the ending, pray for me while I am alive, that God send me good deliverance, and when I am dead, I pray you all pray for my soul. For this book was ended the ninth year of the reign of King Edward the Fourth, by Sir Thomas Maleore, knight, as Jesu help him for His great might, as he is the servant of Jesu both day and night. (Malory p. 531) »
« Tous je vous prie, nobles seigneurs et gentes dames, que vous lisiez ce livre d'Arthur et de ses chevaliers, du commencement à la fin ; priez pour moi tant que je serai vivant, que Dieu m'envoie bonne délivrance, et quand je serai mort, je vous prie que vous priez tous pour mon âme. Car ce livre a été terminé en la neuvième année du règne du Roi Édouard le quatrième, par sir Thomas Maleore, chevalier, que Jésus l'aide par Sa grande force, car il est le serviteur de Jésus aussi bien de jour que de nuit. »
On croit qu'il a été anobli en 1442 et est entré en 1445 au parlement anglais où il représentait le Warwickshire. En 1450, il se pourrait qu'il se soit fourvoyé dans une existence criminelle, puisqu’il a été inculpé de meurtre, de vol, de braconnage et de viol. Cependant, l’exactitude de ces accusations a donné lieu à bien des débats du fait que les affinités politiques de Malory sont assez difficiles à cerner. De telles calomnies étaient monnaie courante dans les luttes pour le pouvoir pendant la Guerre des Deux-Roses.
C’est sans doute pendant le temps où il était emprisonné (durant la plus grande partie des années 1450, et surtout dans la prison de Newgate à Londres) qu’il commença à écrire une légende arthurienne qu'il appela Le Livre du Roi Arthur et de ses Nobles Chevaliers de la Table ronde. À part cela on sait peu de choses sur la vie de Malory, mais on croit qu'il a été lancastrien pendant la Guerre des Deux-Roses, ou peut-être un partisan de Richard Neville, comte de Warwick, qui en 1470 a passé sans hésiter de la faction yorkiste à la faction lancastrienne. La première édition de son œuvre a été faite à titre posthume par William Caxton sous le titre Le Morte d'Arthur en 1485.
On croit que Malory a tiré la matière de son travail d’un grand nombre de sources françaises auxquelles il a ajouté les premiers romans arthuriens anglais, surtout la Morte Arthur en stances et la Morte Arthure allitérative. Dans la préface à la première édition de Le Morte D'Arthur, William Caxton parle de l’œuvre comme l’ayant imprimée lui-même « d’après une copie qui m’avait été remise, copie que sir Thomas Malory avait tirée de certains livres français et adaptée en anglais. » Malory lui-même nous dit avoir fini le livre dans la neuvième année du roi Édouard IV (vers 1470). Le Morte D'Arthur a harmonisé les diverses variantes de la légende dans un roman de prose dont beaucoup de critiques estiment qu’il est le meilleur de son espèce. Certains vont jusqu’à y voir « le premier roman digne de porter ce nom », mais cette opinion est contestée.
Le Morte D'Arthur a été utilisée par T.H. White comme fondement de son livre Roi d’autrefois et roi futur et pour cette raison il a inclus un caméo de Malory vers la fin – encore jeune garçon, il est anobli par Arthur, qui lui ordonne de venir chez lui et de faire connaître les histoires et les idéaux de Camelot à tous ceux qui l’écouteront. Son apparition en caméo a été incluse dans le Camelot musical de Broadway, qui se fondait sur le livre de White. Le Morte D'Arthur a fourni aussi la substance du film de 1981 de John Boorman, Excalibur, où se retrouvent de nombreux éléments du livre.